# Kristoffer Halvorsen
Kristoffer Halvorsen (Kristiansand, 13 de abril de 1996) es un ciclista noruego que fue profesional entre 2016 y 2023.

## Palmarés
2016
- 3.º en el Campeonato de Noruega en Ruta
- 1 etapa del Tour del Porvenir
- Gran Premio de Isbergues
- 2 etapas del Tour de Olympia
- Campeonato Mundial en Ruta sub-23

2017
- Handzame Classic
- 1 etapa del Tour del Porvenir

2019
- 1 etapa del Herald Sun Tour[2]
- 1 etapa del Tour de Noruega

2021
- 1 etapa del Tour de Eslovaquia

## Equipos
- Joker Icopal (2016-2017)
- Sky/INEOS[3] (2018-2019)
  - Team Sky (2018-2019)[4]
  - Team INEOS (2019)[5]
- EF Pro Cycling[6] (2020)
- Uno-X Pro Cycling Team[7] (2021-2023)